# Conrad Schumann

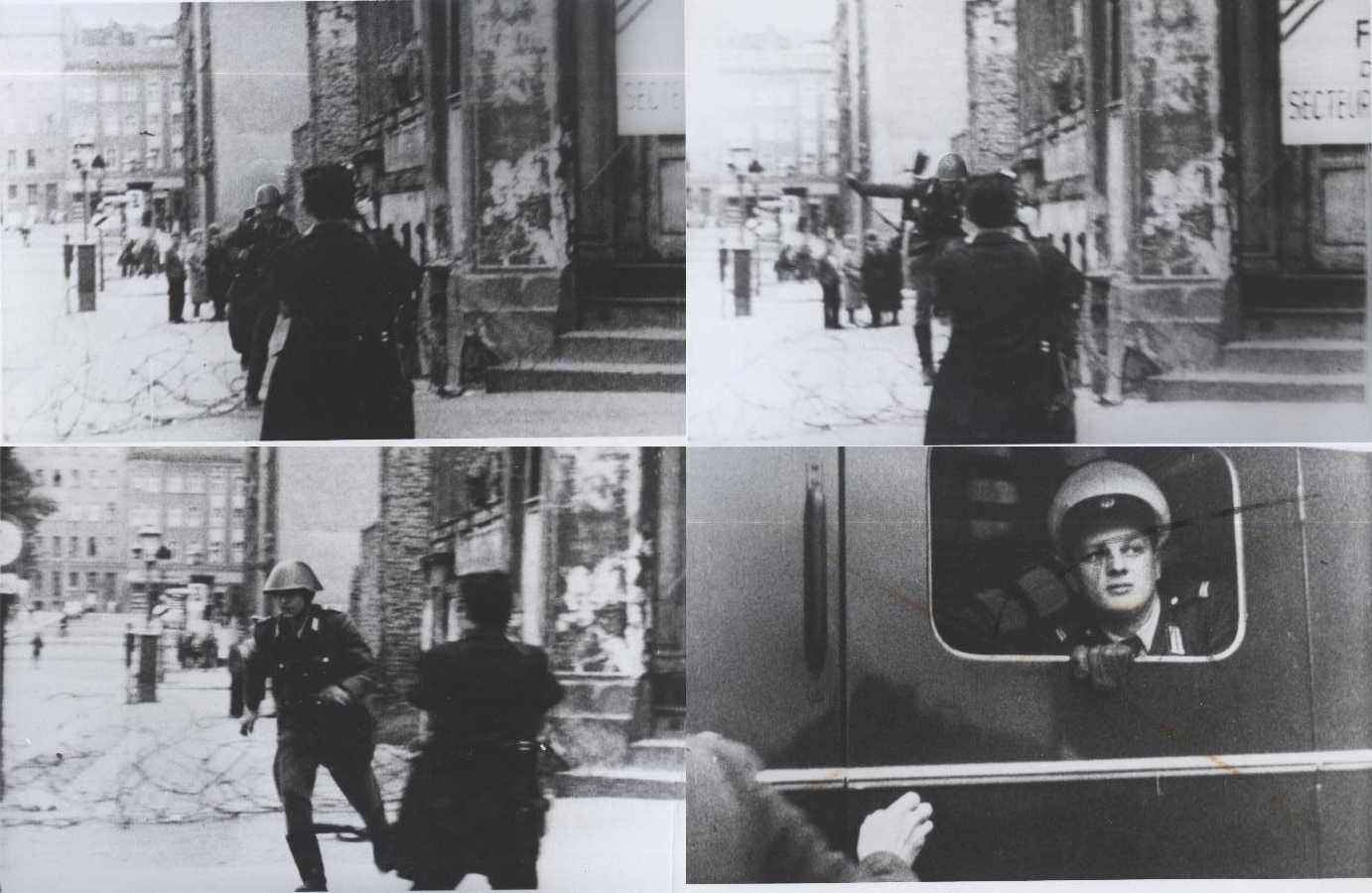
Ontsnapping van Schumann.

Hans Conrad Schumann (Zschochau, 28 maart 1942 - Oberemmendorf, 20 juni 1998) was een lid van de Volkspolizei (Vopo) in de DDR, die bekend werd door zijn vlucht over de prikkeldraadversperringen die twee dagen eerder op de grens van Oost- en West-Berlijn waren geplaatst. Hij vluchtte kort voor de daadwerkelijke bouw van de Berlijnse Muur op die plaats en was een van de bekendste vluchtelingen van 1961.
Schumann hield als Vopo op 15 augustus 1961 toezicht bij de kruising van de Ruppiner en de Bernauer Straße. Schumann had al een aantal malen op de prikkeldraadversperringen gestapt om te controleren of ze goed lagen en waagde in een onbewaakt ogenblik de sprong over het prikkeldraad, waarbij hij zijn machinepistool, een PPSh-41, liet vallen en hij zette het op een rennen naar een West-Berlijns politiebusje dat net over de grens stond.
Fotograaf Peter Leibing nam van hem een foto op het moment hij over het prikkeldraad sprong. Deze foto van Schumann werd wereldberoemd. Schumann werkte na zijn vlucht in Beieren bij het automerkbedrijf Audi als machinezetter. Hij pleegde zelfmoord op 20 juni 1998. De reden hiervoor is dat hij bang bleef voor wraak van de geheime dienst van de DDR, het Ministerium für Staatssichereit, beter bekend als de Stasi. Zelfs na de val van de muur bleef hij bang voor wraak van ex-Stasileden.